# Vatrogasci Međimurja
Vatrogasci Međimurja djeluju na Međimurskom području okruženom rijekom Murom na sjeveru i Dravom na južnom rubu županije.
Vatrogasci Međimurja (Vatrogasna zajednica Međimurske županije) čine 3 grada i 22 općine, radi 10 područnih vatrogasnih zajednica te 1 vatrogasna zajednica u gospodarstvu.

## Ustroj
Sve vatrogasne organizacije ustrojene u Županijsku zajednicu svoje aktivnosti i zadaće prvenstveno usmjerava prema sprječavanju nastanka požara, provođenju preventivnih mjera zaštite od požara, gašenju nastalih požara, pružanje tehničke usluge i druge operativne intervencije, stručnoj obuci članstva, prijam novih članova te promidžbi vatrozaštite u svim sredinama. 
Zajednica okuplja i rukovodi radom 11 vatrogasnih zajednica u kojima djeluje i radi 85 dobrovoljna vatrogasna društva, pet društva u gospodarstvu i JVP Čakovec kao središnje društvo.

### Struktura
(na dan 31. prosinca 2011.)
- 10 vatrogasnih zajednica i 1 u gospodarstvu
- 3707 muških članova
- 759 ženskih članica
- 1932 vatrogasne mladeži
- Ukupno: 6348 članova

## Vanjske poveznice
- http://www.vatrogasci-medjimurja.com/  Arhivirana inačica izvorne stranice od 30. listopada 2012. (Wayback Machine)